# María de Lourdes Monges Santos
María de Lourdes Monges Santos (Ciudad de México, 2 de julio de 1947) (también conocida como Lourdes Monges), es museógrafa, restauradora, gestora cultural y servidora pública mexicana. Ha sido directora del Museo Universitario del Chopo y de las Tres Casas Museo de Antonio Haghenbeck y de la Fundación Lama, I.A.P.

## Trayectoria
Es licenciada en Antropología Social con especialización en restauración del Instituto Nacional de Antropología e Historia (INAH). Fue directora del Museo Universitario del Chopo de 1994 al 2000 donde trabajó en más de 300 exposiciones de artistas de arte contemporáneo
Fue presidenta de Comité Nacional Mexicano del Consejo Internacional de Museos (ICOM) México de 2012-2015, dentro del programa de Órganos Consultivos de la UNESCO. Desde 2015 es parte de la Mesa Directiva del comité en México de ICOM y Coordinadora de la Mesa Mexicana de Trabajo del Comité Internacional de Casas Museo (DEMHIST).
En el Museo de Artes Populares creó y diseñó material educativo así como formó parte de la catalogación de las colecciones dentro de los programas de rescate del Museo de Artes Populares y (2001-2006)  

## Dirección de museos
- Museo Universitario del Chopo (1994-2000)[8][9]
- Tres Casas-Museo de Antonio Haghenbeck y de la Fundación Lama, I.A.P. (Museo Casa de la Bola, Museo Hacienda Santa Mónica y de la Hacienda Museo Polaxtla) desde 2007.[3][10][11][12][13]

## Libros
- Lourdes Monges e Iker Larrauri, “Una aventura para curiosos”. De la serie Escoja su museo. Secretaría de Educación Pública, Comisión Nacional de Libros de Texto Gratuitos.[14][15]ISBN 970290966X, 9789702909668.
- Lourdes Monges (2011) “La aventura de ser parte del Chopo” en El Chopo 1975 a 2010, página 182. UNAM, Ciudad de México, ISBN 978-607-02-2727-1[16]